# A practician, a prophet & a poor wretched soul
A practician, a prophet & a poor wretched soul er en dokumentarfilm fra 2012 instrueret af Deniz Eroglu efter eget manuskript.

## Handling
En praktiker, en profet og en stakkels, martret sjæl. Tre mænd, der af mere eller mindre artikulerede grunde har besluttet at tilbringe deres liv i sengen, i udkanten af den danske velfærdsstat - isoleret fra den verden, der, som 'profeten' udtrykker det imens han passes op af hjemmehjælperne fra kommunen, blot er et vældigt blændværk. Deniz Eroglus selvproducerede film er bygget op som et triptykon i tre dele, der ganske vist er formelt vidt forskellige, men deler et sorthumoristisk, Beckett'sk blik for den himmelstræbende sjæls genvordigheder med kroppens ofte yderst materielle fængsel.